# Zvara Dávid
Zvara Dávid (Eger, 1994. július 22. –) magyar labdarúgó, középpályás.

## Pályafutása
Zvara Dávid az első gólját a magyar labdarúgó-bajnokság első osztályában 2013. április 26-án szerezte az Eger színeiben egy, a Kecskemét elleni idegenbeli mérkőzés 34. percében.